# 馬斯頓 (密蘇里州)
馬斯頓（英語：Marston）是位於美國密蘇里州新馬德里縣的城市。

## 人口
根據2020年美國人口普查的數據，馬斯頓的面積為2.86平方千米，皆為陸地。當地共有人口397人，而人口密度為每平方千米139人。